# Diuma

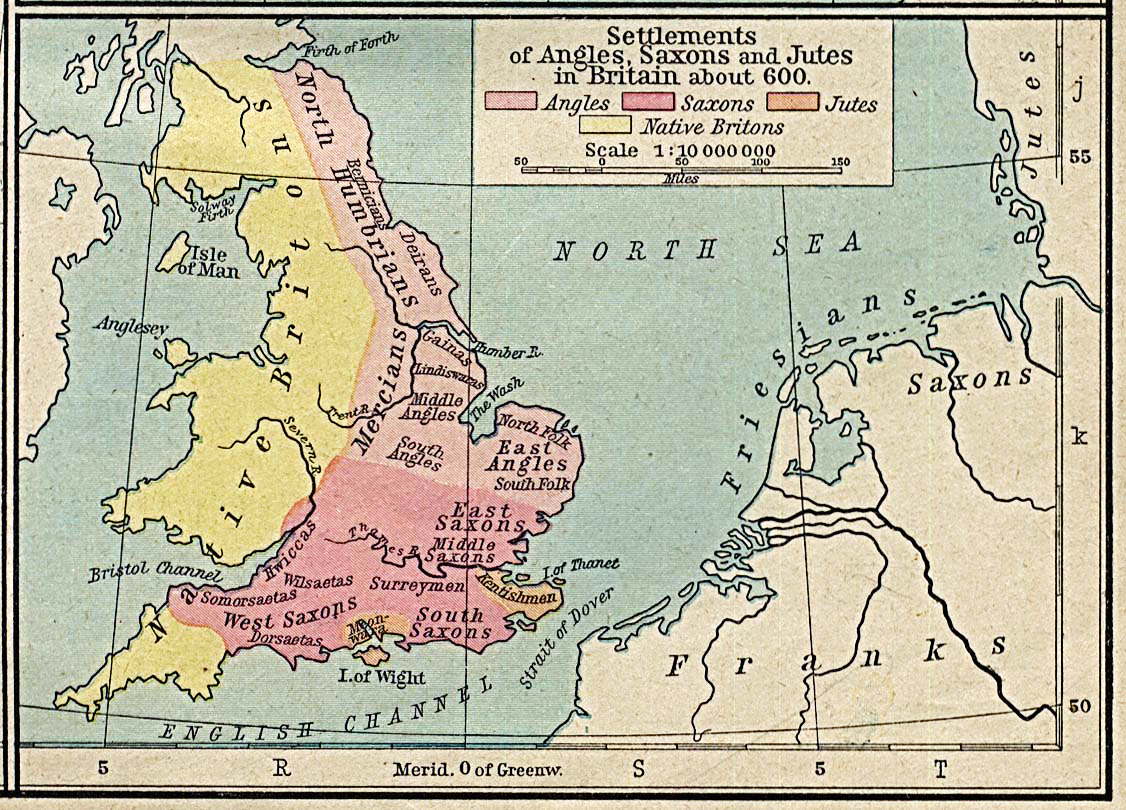
Britannien um 600

Diuma (auch Dwyna und Duma) war der erste Bischof des angelsächsischen Königreichs Mercia. Gleichzeitig war er auch Bischof des Königreiches Lindsey und des Gebiets der Mittelangeln.
Diuma war ein irischer Kleriker, der im Jahre 653 erstmals in Erscheinung trat, als er einer der Priester war, die Peada, den Sohn des heidnischen Königs von Mercia, Penda, vor der Trauung Peadas mit der Tochter des northumbrischen Königs Oswiu, Alhflaed, tauften.
Nach dem Tode Pendas in der Schlacht am Winwaed 655 wurde Diuma von Finan von Lindisfarne zum Bischof Mercias geweiht. Die exakten Grenzen der Diözese sind jedoch nicht mehr feststellbar.
Beda zufolge regierte er nicht lange. Das genaue Sterbedatum Diumas ist allerdings unbekannt, kann aber nicht später als im Jahr 659 gelegen haben. Sein Nachfolger wurde Ceollach.

### Sekundärliteratur
- Steven Basset (Hrsg.): The Origins of Anglo-Saxon Kingdoms. Leicester University Press, Leicester 1989, ISBN 0-7185-1317-7.
- James Campbell (Hrsg.): The Anglo-Saxons. Phaidon, London 1982, ISBN 0-7148-2149-7.
- Margaret Gallyon: The Early Church in Wessex and Mercia. Terence Dalton, Lavenham 1980, ISBN 0-9009-6358-1.
- Nicholas J. Higham: The Convert Kings: Power and Religious Affiliation in Early Anglo-Saxon England. Manchester University Press, Manchester 1997, ISBN 0-7190-4827-3.
- Frank M. Stenton: Anglo-Saxon England. 3. Auflage, Oxford University Press, Oxford 1971, ISBN 0-1928-0139-2.
- Ian W. Walker: Mercia and the Making of England. Sutton, Stroud 2000, ISBN 0-7509-2131-5.